# Seriana widlasta
Seriana widlasta är en insektsart som beskrevs av Irena Dworakowska 1981. Seriana widlasta ingår i släktet Seriana och familjen dvärgstritar. Inga underarter finns listade i Catalogue of Life.